# Muszla pielgrzymia

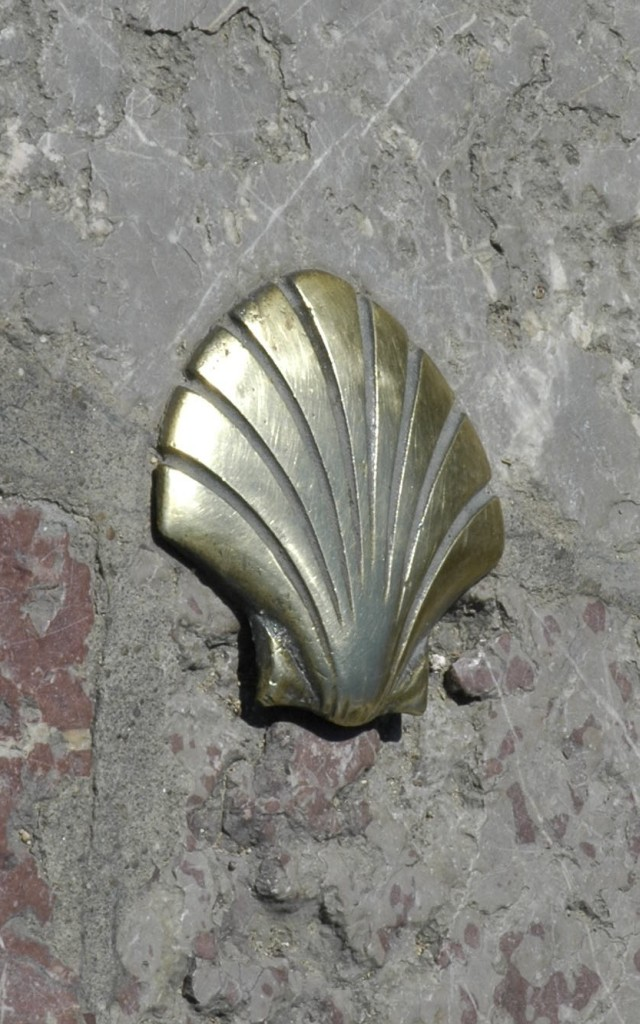
Muszla z drogi św. Jakuba

Muszla pielgrzymia, muszla św. Jakuba – jeden z symboli pielgrzymujących do położonej w północno-zachodniej Hiszpanii miejscowości Santiago de Compostela, w której znajduje się, odkryty w dziewiątym wieku, grób Jakuba Apostoła Większego. Sam Jakub przedstawiany jest często z pielgrzymim kijem, sakwą i muszlą. 
Jej charakterystyczny kształt pochodzi od muszli występujących licznie na wybrzeżu Atlantyku przegrzebków, które chętnie zbierane przez pątników stanowiły pamiątkę i swego rodzaju dowód odbycia pielgrzymki do grobu tego świętego. Z czasem stając się symbolem pielgrzymek w ogóle.
Obecnie symbolem muszli oznacza się szlaki drogi św. Jakuba prowadzące do Santiago de Compostela, a pielgrzymi ozdabiają nią swój strój (płaszcz i kapelusz) oraz kij pielgrzymi.